# 老花

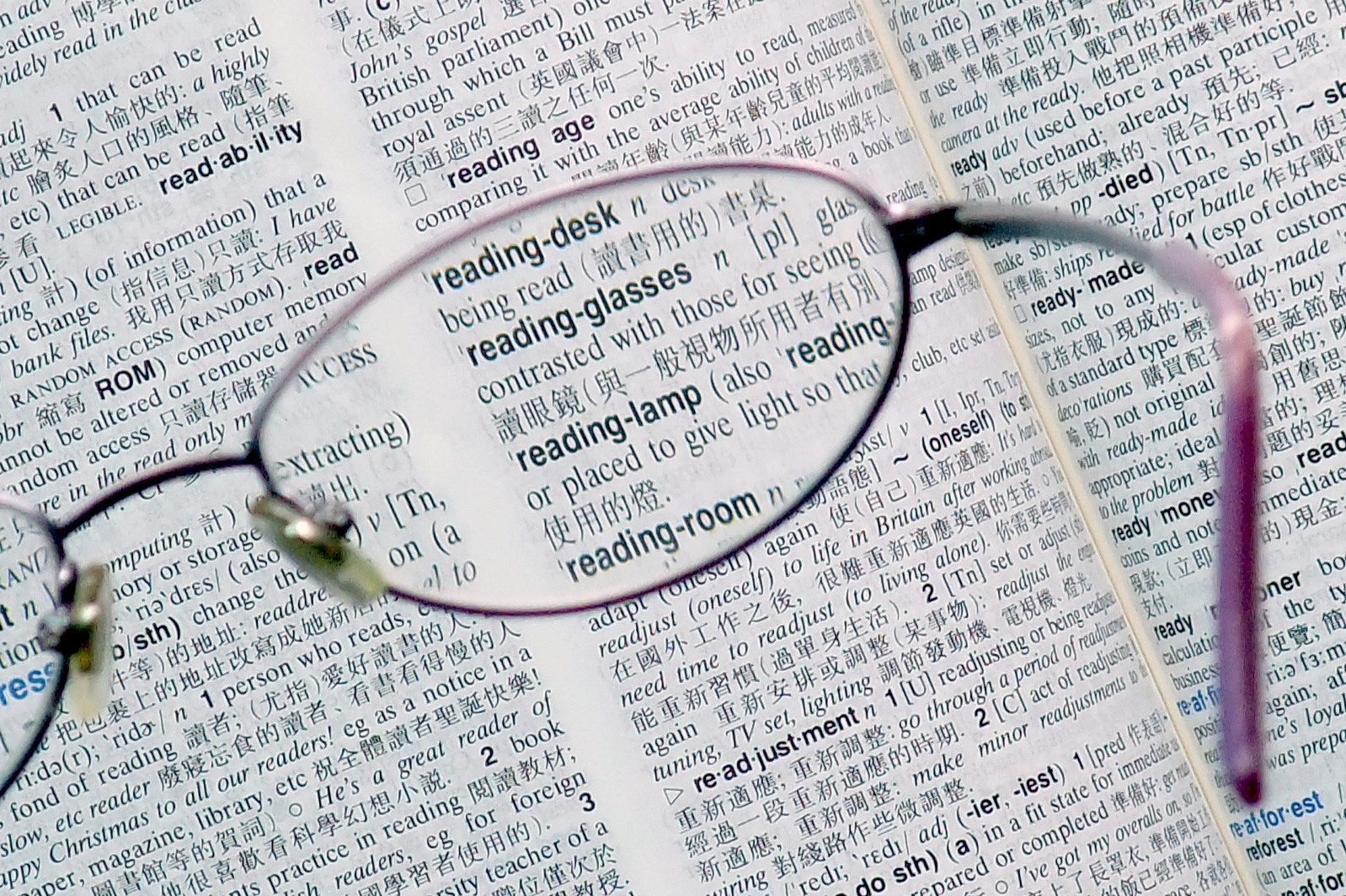
老花眼鏡

老花（英語：presbyopia），又稱為老花眼，是人的眼睛老化的自然結果，體現在看近物時，由於不能對焦，引致映像變得模糊。絕大多數的人在40歲到45歲間，首先感到看细小字迹模糊不清，必须要将手機與书本、报纸拿远才能看清上面的字迹。老花的症狀包括近距离阅读模糊、眼睛容易疲勞、酸胀、多泪、畏光、乾澀及頭痛等。
老花為人類正常的老化結果，乃肇因於晶状体彈性降低導致看近物時，焦點成像於视网膜後方。老花跟近視、遠視及散光一樣，為眼屈光不正的一種。確診方式為藉由視力測試結果來做診斷。
典型的治療方式是佩戴老花眼鏡，鏡片會分上下兩部分，下半部分的屈光度較高，患者就不需要一直戴脱眼鏡；現成的老花眼鏡可以滿足一部分需求，有些隱形眼鏡也能提供這種功能。
所有人或多或少都會罹患老花，年過35歲者患有老花的機率比較高。早在公元前4世紀時，亞里斯多德就有老花的相關記敘。以佩戴眼鏡的方式來解決老花問題，是始於13世紀晚期。

## 病徵
老花最直接表现为近距离阅读模糊、眼睛疲劳、酸胀、多泪、畏光、干涩及头痛等症状。
患者在看近物時視物變得模糊。临床可见视远如常，视近则模糊不清，将目标移远即感清楚，故常不自主将近物远移。特別是在光線不足下，問題會更明顯嚴重，這是因為光線不足下曈孔會擴大，因而景深變窄。
另一病徵是患者在把焦點大幅轉移時的瞬间影像會暫時性變得模糊，這是因為眼睛變焦遲緩所致。
老花的程度与年龄的大小有一定的规律，但远视眼患者，老花眼出现要比正常眼为早，而近视眼患者出现此症要比正常眼晚些，或终身不用老花镜。
老花眼的度數到60歲之後才會逐漸固定，最深約在300度左右。因此，40至60多歲的人，建議平均每2年檢查一次，以取得最適合的度數。

## 成因
由於老花為人體老化的現象，老花的实质是眼的调节能力的减退，年龄则是影响调节力的一个最主要的因素，因此老花的发生和发展与年龄直接相关，大多出现在45岁以后，而其发生時間的早晚和严重程度还与其他因素有关，如原先的屈光不正状况、身高、阅读习惯、照明以及全身健康状况等。
调节眼睛的屈光力的增加是通过晶体的塑形、变凸来实现的。而晶体在一生中不断增大，因为赤道区上皮细胞不断形成新纤维，不断向晶体两侧添加新的皮质，并把老纤维挤向核区。于是随着年龄的增加，晶体密度逐渐增加，弹性逐渐下降，眼球晶体逐渐硬化、增厚，而眼部肌肉的调节能力也随之减退，导致变焦能力降低。因此，当看近物时，由于影像投射在视网膜时无法完全聚焦，看近距离的物件就会变得模糊不清。
除年龄外，老花的发生和发展与以下因素有关：
1.屈光不正
远视眼比近视眼出现老花的时间早；近视者配戴框架眼镜后，由于矫正负镜片离角膜顶点存在12～15mm距离，减少了同样阅读距离的调节需求，而戴角膜接触镜的近视者，由于角膜接触镜配戴在角膜面其矫正后的光学系统接近正视眼，因此，戴角膜接触镜比戴普通框架眼镜者出现老花要早。
2.用眼方法
调节需求直接与工作距离有关，因此，从事近距离精细工作者容易出现老花的症状，从事精细的近距离工作的人比从事远距离工作的人出现老花要早。
3.患者的身体素质
长手臂的高个子比手臂较短的矮个子有比较远的工作距离，需要比较少的调节，因此后者较早出现老花症状。
4.患者的地理位置
因为温度对晶体的影响，生活在赤道附近的人们较早出现老花症状。
5.药物对患者的影响
服用胰岛素抗焦虑药抗抑郁药、抗精神病药、抗组胺药、抗痉挛药和利尿药等的患者，由于药物对睫状肌的作用，会比较早出现老花。
老花眼開始的年齡與緯度有關，居住於熱帶地方的民眾出現老花症狀會較早，原因可能是與日照的多寡有關，接收到陽光中的紅外線愈多，老花眼可能愈早發生。因此，居住於海邊的民眾亦會比山區居民較早出現老花症狀。

## 療法
和许多慢性病一样，初期老花眼往往得不到应有重视，发展成白内障、视力急衰症等严重疾病后才去治疗，增加了治愈难度。
老花可透过眼镜、隐形眼镜、多焦点人工晶状体或LASIK手术来矫正。最常见的治疗是使用适当凸透镜戴镜矫正；而用于矫正老花的眼镜，则可为简单的阅读镜片，或较复杂的双焦点、三焦点、渐进镜片。
輕微老花眼的人，如果閱讀時把書本拿遠一點就能看清楚，就不一定非要配眼鏡不可。但當度數加深，閱讀時感覺吃力，應佩戴眼鏡輔助，以免讓眼睛過度疲勞，甚至會引至頭暈、想吐，和眼球脹痛，需要佩戴焦距精准的老花眼镜，否则会伤害眼睛。
由於患者本身可能有近視，看遠和看近需要不同度數的眼鏡，為了免除時常轉換眼鏡的麻煩，由兩個焦點鏡片組成的雙光(雙焦)眼鏡便可帶來方便。隱形眼鏡亦有雙光鏡片可供選配。對於在工作或生活中視線焦距變化大的人，也可佩戴鏡片上有超過三個以上的焦點的多焦點眼鏡。不過，戴雙焦或多焦鏡片的初期，需要一段時間逐漸適應。
老花與遠視雖然都可透過凸透鏡片矯正，但卻屬兩種不同的現象。遠視本屬於屈光不正，是眼軸過短或調節力不足，老花則純屬老化問題。

## 預防保健
1. 冷水洗眼：每在晨起和睡前用冷水洗眼洗脸。将眼睛浸泡在洁净冷水中1—2分钟或用手泼水至眼中，再用毛巾擦干眼部，然后用手指轻揉眼睛周围30次左右。
2. 定时远眺：每天早起、中午、黄昏前，远眺1～2次左右，要选最远的目标，目不转睛地视物10分钟左右。
3. 经常眨眼：常眨眼可以振奋和增强眼肌动能，延缓衰老。做法是一开一闭眨眼，每天15次左右，同时用双手轻揉双眼，滋润眼球。
4. 旋转眼球：顺时针和逆时针循环旋转，可改善眼肌血液循环，提神醒目。
5. 热敷护眼：用热毛巾敷在眼睛上，交换几次，可使眼部血管畅流，供给眼肌氧分和营养。
6. 防眼疲劳：看书报和电视时，保持一定距离，时间不宜过长，防止眼肌和视力过度疲劳。